# Bradley Banda
Bradley Banda (20 januari 1998) is een keeper uit Gibraltar, sinds juli 2021 uitkomend voor voetbalclub Europa FC.

## Nationaal elftal
Na verschillende jaren in nationale jeugdelftallen gekeept te hebben, maakte hij op maandag 11 oktober 2021 zijn debuut in het Gibraltarees voetbalelftal. Het betrof een kwalificatiewedstrijd in en tegen Nederland voor het Wereldkampioenschap Voetbal 2022 die in 6-0 eindigde. Banda hield een penalty van Memphis Depay tegen.

## Privé
Banda keept niet fulltime. Naast zijn werkzaamheden op het voetbalveld staat hij voor de klas in het speciaal onderwijs.